# 永田晃也
永田 晃也（ながた あきや、1959年 - ）は、日本の経営学者、経済学者。日本MOT学会理事。

## 概要
文部科学省『科学技術政策研究所』総括主任研究官、政策研究大学院大学連携教授等を経て、現在、九州大学大学院経済学研究院教授。北陸先端科学技術大学院大学知識科学研究科客員教授も務める。専門は、科学技術政策、産業技術論、科学社会学、技術経営(MOT)。産学連携、イノベーション・システムの制度分析。ナレッジマネジメント(知識経営)、特許など「知的財産マネジメント」の日米比較研究。

## 研究
イノベーションのメカニズムを包括的に理解するための「社会科学」の枠組みと、「科学技術（自然科学）」の理解を有機的に結合し、「科学技術」と「経済社会」が複雑に絡み合った現代社会において、イノベーションにかかわる各要素・諸制度を、密接に相関しあう「イノベーション・システム」として捉え、その進化のメカニズムについて、国際比較の観点を踏まえた学際的研究を行っている。

## 審議会委員
- 内閣府『原子力安全委員会』「原子力安全総合専門部会・技術的能力検討分科会」委員（2001年度～2003年度）
- 経済産業省『産業構造審議会』「知的財産政策部会」委員（2002年度）
- 『新エネルギー・産業技術総合開発機構（NEDO）』技術委員（2004年度～）

## 学外の活動
- 『一橋大学イノベーション研究センター』外部評価員（2005年）

## 受賞歴
- 1999年、社団法人「科学技術と経済の会」『小林宏治賞』 受賞。

## 略歴
- 1982年 早稲田大学 社会科学部社会科学科卒業
- 1986年 早稲田大学 経済学研究科(応用経済学)修了
- 1986年 財団法人 未来工学研究所 研究員
- 1992年 科学技術庁 科学技術政策研究所 研究員
- 1995年 科学技術庁 科学技術政策研究所 主任研究官
- 1998年 北陸先端科学技術大学院大学 知識科学研究科助教授
- 2004年 九州大学大学院 経済学研究院 助教授
- 2008年 文部科学省 科学技術政策研究所 総括主任研究官
- 2008年 政策研究大学院大学連携教授
- 2010年 九州大学大学院 経済学研究院 准教授 （帰任）
  - 1997 - 1998年 研究・技術計画学会 編集理事
  - 1999 - 2002年 組織学会 理事
  - ～ 現在 日本MOT学会 理事

## 著書
- 野中郁次郎、永田晃也編著『日本型イノベーション・システム―成長の軌跡と変革への挑戦』(1995) 白桃書房
- 『知識とイノベーション（一橋大学イノベーション研究センター編）』(2001) 東洋経済新報社
- 『イノベーションとベンチャー企業』（共著）(2002) 八千代出版
- 『知識国家論序説 ― 新たな政策過程のパラダイム (経済政策レビュー) 』（共編著）(2003) 東洋経済新報社
- 『知的財産制度とイノベーション』（共著）(2003) 東京大学出版会
- 『ナレッジサイエンス ― 知を再編する64のキーワード』（共編著）(2002) 紀伊國屋書店
- 『価値創造システムとしての企業 (21世紀経営学シリーズ) 』（編著）(2003) 学文社
- 『Economics, Law and Intellectual Property 』(joint work)(2003) Kluwer Academic Publishers
- 『MOT 知的財産マネジメント ― 戦略と組織構造』(編著)(2004) 中央経済社
- 『MOT 知的財産と技術経営 (MOTテキスト・シリーズ)』（共編著）(2005) 丸善
- 『特許の経営・経済分析』（共著）(2007) 雄松堂出版
- 『ナレッジサイエンス 改訂増補版 知を再編する81のキーワード 』（共編著） (2008) 近代科学社インプレス
- 『Steve Fuller著／ナレッジマネジメントの思想 ― 知識生産と社会的認識論』 （共訳）(2009) 新曜社